# Ottogracht

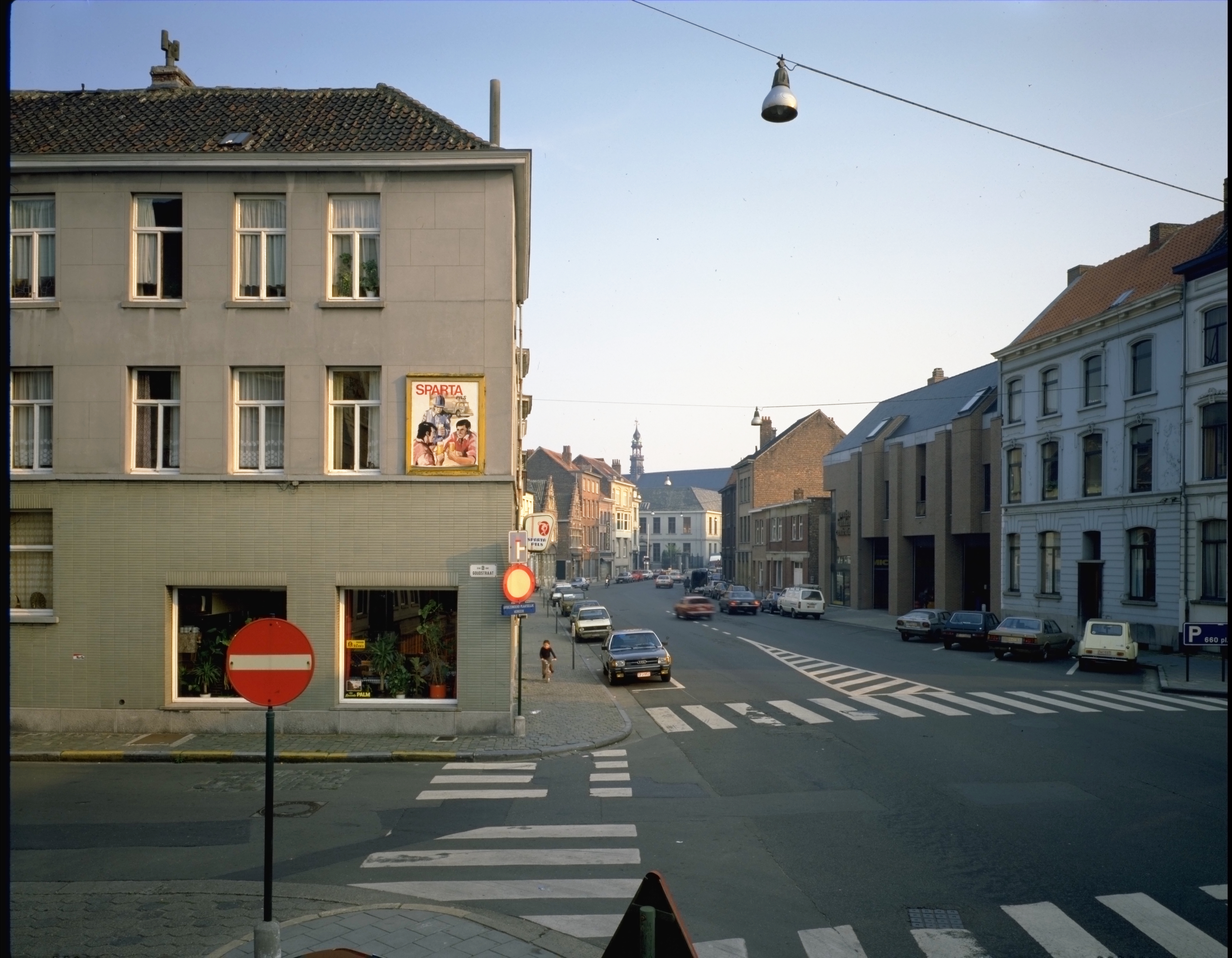
De Ottogracht in 1985

De Ottogracht is een straat en voormalige gracht in het historische centrum van de Belgische stad Gent. De gracht eerde met zijn naam keizer Otto II. Langs de gracht lag het refugiehuis van de Abdij van Boudelo, tegenwoordig de Baudelobibliotheek.

## Geschiedenis
De Ottogracht werd vermoedelijk uitgegraven in de 11e of 12e eeuw als onderdeel van een watergordel rond de stad, bestaande uit de natuurlijke bescherming gevormd door de Leie en Schelde en aangevuld met de Houtlei, Ketelgracht en Ottogracht. De Ottogracht was hierin de noordelijke grens van het historische Gent, een gebied ook aangeduid als de kuip. 
De Ottogracht werd in 1872 gedempt. De straat verbreed over de gedempte bedding van de gracht behield de naam Ottogracht. De Waterwijk, de wijk ten noorden van de Ottogracht, ontwikkelde zich in de 19e eeuw.